# Drei Pfeile
Les Tres Fletxes (Alemany: Drei Pfeile), també conegut com a Cercle Antifeixista, és un símbol antifeixista creat a Alemanya per Serguei Txakhotin, ex-assistent del fisiologista Ivan Pàvlov, per a l'organització socialdemòcrata Front de Ferro. El logotip va sorgir el 1931, durant la crisi política de la República de Weimar, i va ser ideat de tal manera que es poguera superposar fàcilment a l'esvàstica nazi.

## Història
A principis de la dècada del 1930, els socialdemòcrates es trobaven enfrontats als comunistes i els nazis. Des del SPD, Carlo Mierendorf va contactar amb l'exiliat rus Serguei Txakhotin per tal que exercira de propagandista a l'organització paramilitar Front de Ferro. A partir del 1932, tots dos van llançar diverses campanyes per a contrarestar tant als comunistes com els nazis, entre elles la del símbol de les tres fletxes com a emblema de militància socialista.
Mierendorf i Txakhotin van llançar la campanya tres fletxes contra l'esvàstica, i el fisiòleg rus va escriure un llibre amb el mateix nom. Les fletxes representaven la lluita socialista contra la reacció, el capitalisme i el feixisme.

## Simbologia

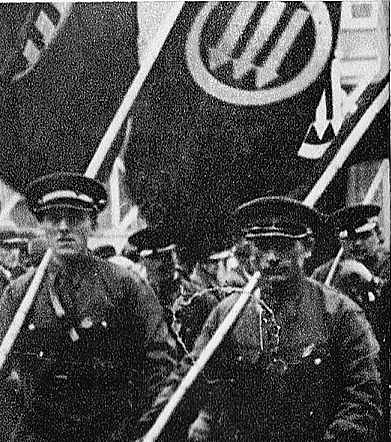
Militants dAcció Socialista a Gdynia, 1939.

Estèticament, el símbol estava inspirat per l'art avantguardista revolucionari soviètic. Txakhotin es va inspirar en una esvàstica guixada que va trobar a la ciutat d'Heidelberg. L'ús de fletxes es deu al fet que, al sobreposar-se al símbol nazi, fa la impressió que són aquestes les que s'imposen sobre l'esvàstica.
Hi ha diverses interpretacions pel que fa al significat de les fletxes. A banda del significat original en contra de la reacció, el capitalisme i el feixisme, altra gent les ha identificades amb l'activitat, la disciplina i la unitat de lluita contra l'enemic, o en un altre cas, amb la veritat i la llibertat, l'ordre i la pau i el pa i la justícia. En un pòster per a les eleccions al Reichstag del novembre del 1932, les fletxes apuntaven contra la monarquia, els nazis i els comunistes.
A partir del 1945, l'SPÖ austríac l'hi donaria un nou significat: el treball industrial, agrícola i intel·lectual, units per un cercle roig.

## Ús
El juny de 1932, les tres fletxes esdevindrien el símbol oficial del Partit Socialdemòcrata i del Front de Ferro. Els membres del Front portaven el símbol a bandes roges que es col·locaven al braç. L'agost del mateix any, el Partit Socialdemòcrata Austríac adopta les tres fletxes com a símbol de combat. El poeta austríac Karl Schneller va dedicar el poema Drei Pfeile al congrés del partit del 1932. El 1933 va ser prohibit a Àustria, juntament amb altres símbols polítics. Després de l'Anschluss, el símbol va ser utilitzat pels Socialistes Revolucionaris d'Àustria i és utilitzat com a grafit contra les esvàstiques.
Entre 1932 i 1935, va ser utilitzat també a Gran Bretanya, Bèlgica i Dinamarca. A Polònia va ser utilitzat per diverses associacions abans de la guerra, i com a símbol de resistència durant l'ocupació.
El principal partit socialista de França, la SFIO, adoptaria el símbol quan Txakhotin es va vore obligat a exiliar-se de nou, pels volts de 1933 i 1934. El Partito Socialista dei Laboratori Italiani l'utilitzaria juntament amb la falç i el martell des del 1947.
Pel que fa a l'SPÖ, adoptaria el símbol de nou el 1945. Tot i que a partir dels anys 50 el seu ús entra en declivi, seria un símbol present als cartells del partit fins a la dècada del 1970. En aquella mateixa dècada, els socialistes francesos substituirien les tres fletxes pel puny i la rosa.
Posteriorment, esdevindria un dels símbols del moviment antifa, junt a les banderes d'Acció Antifeixista, organització coetània al Front de Ferro.

## Galeria

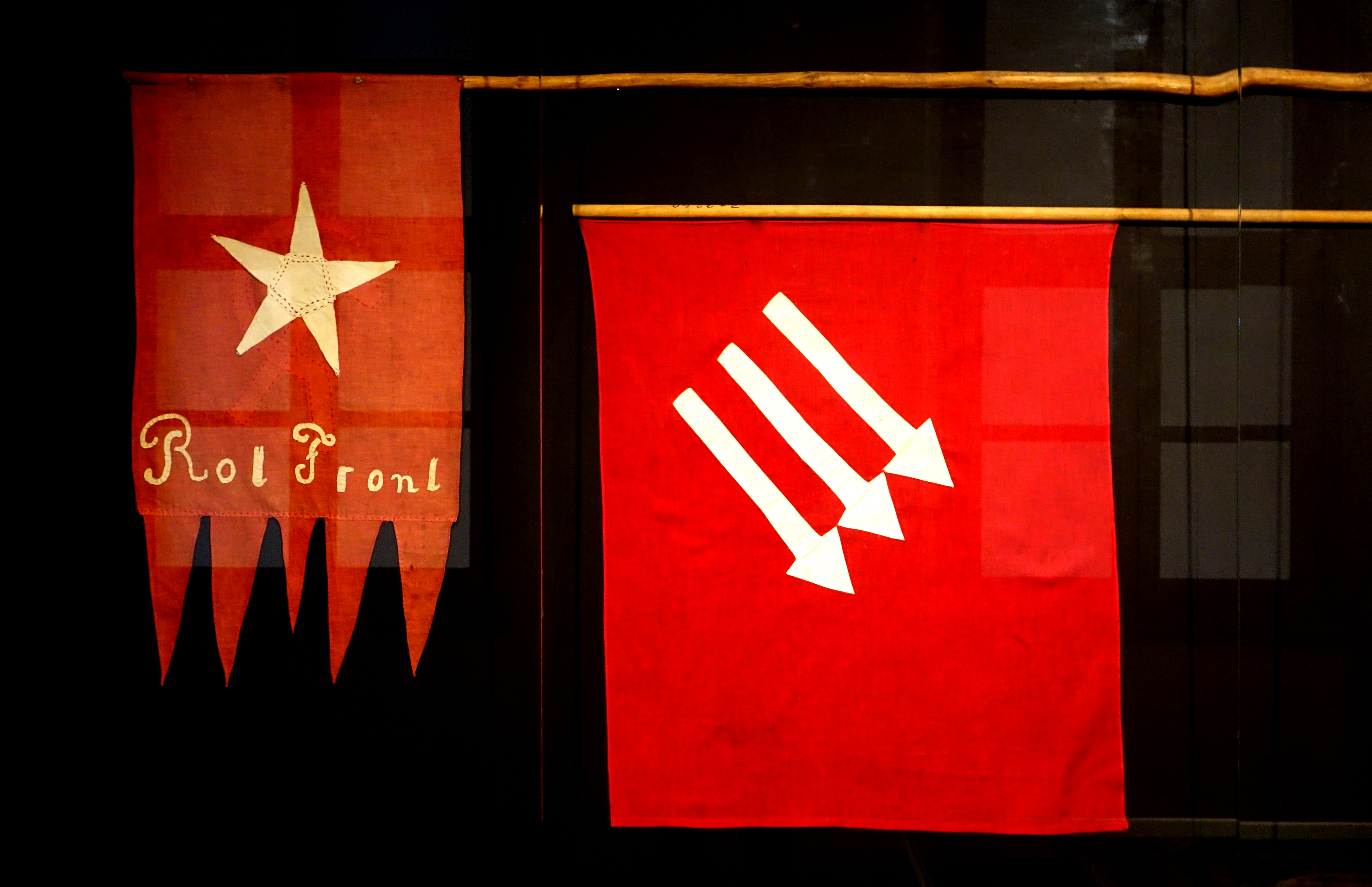
Estendards del Roter Frontkämpferbund (esquerra, anys 1920) i el Front de Ferro (a la dreta, anys 1930). Braunschweigisches Landesmuseum.
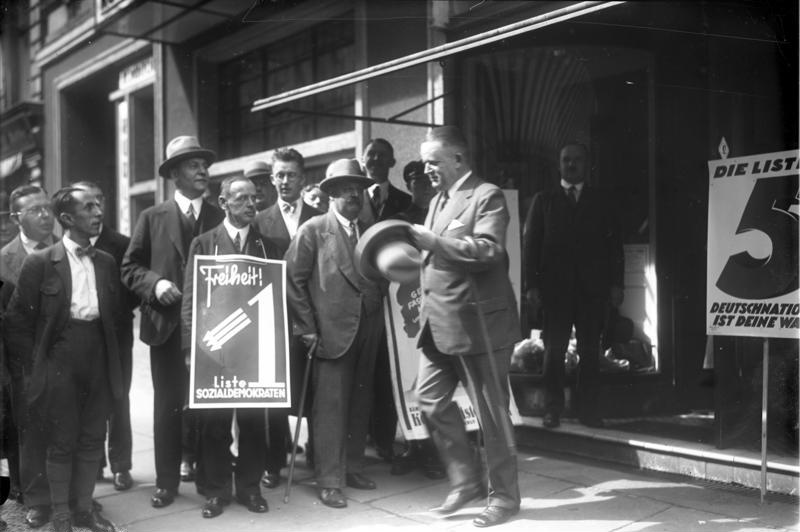
Campanya electoral del juliol del 1932. Cartell socialdemòcrata amb les tres fletxes. Arxiu Federal d'Alemanya.
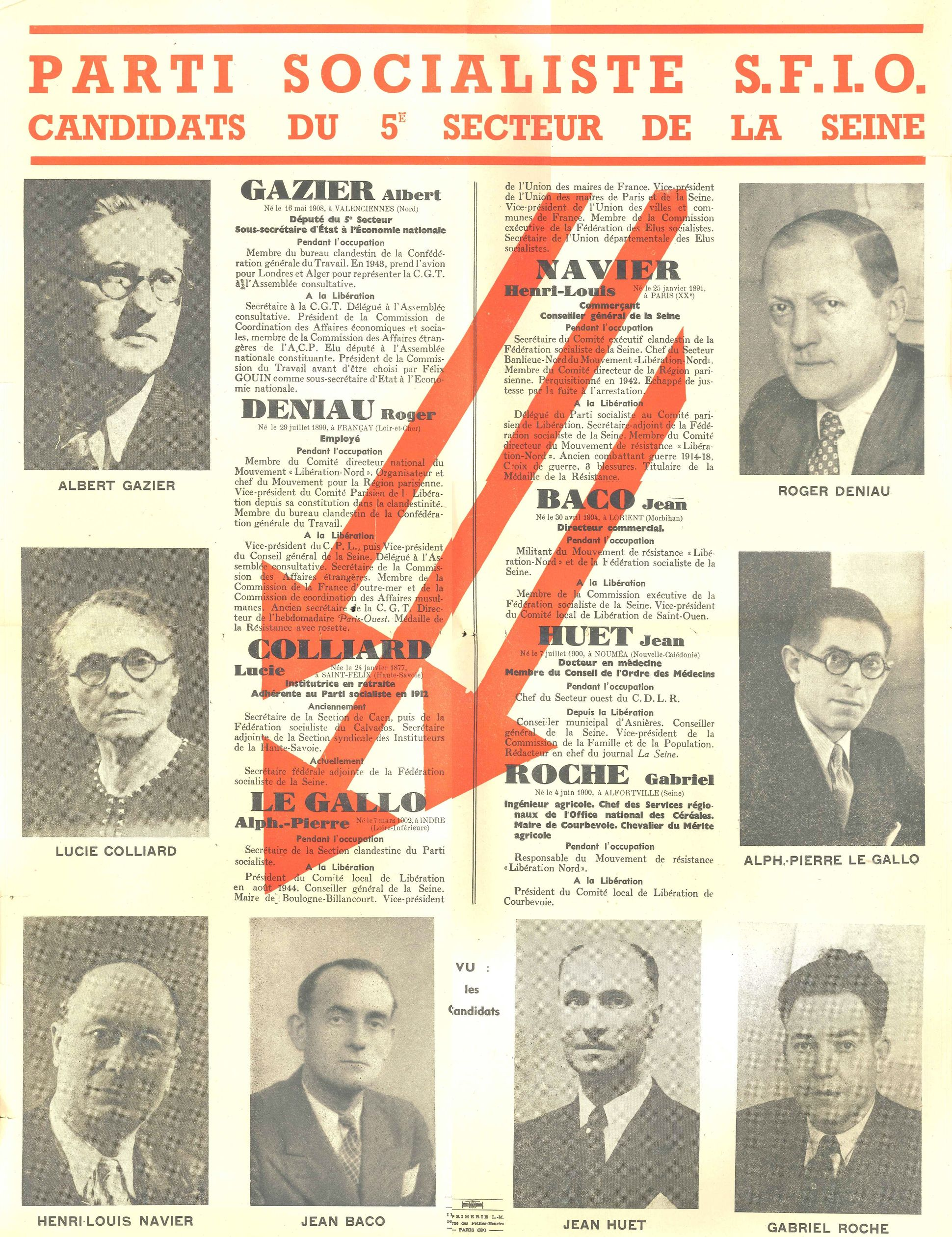
Candidats socialistes francesos al sector del Sena, 1946.
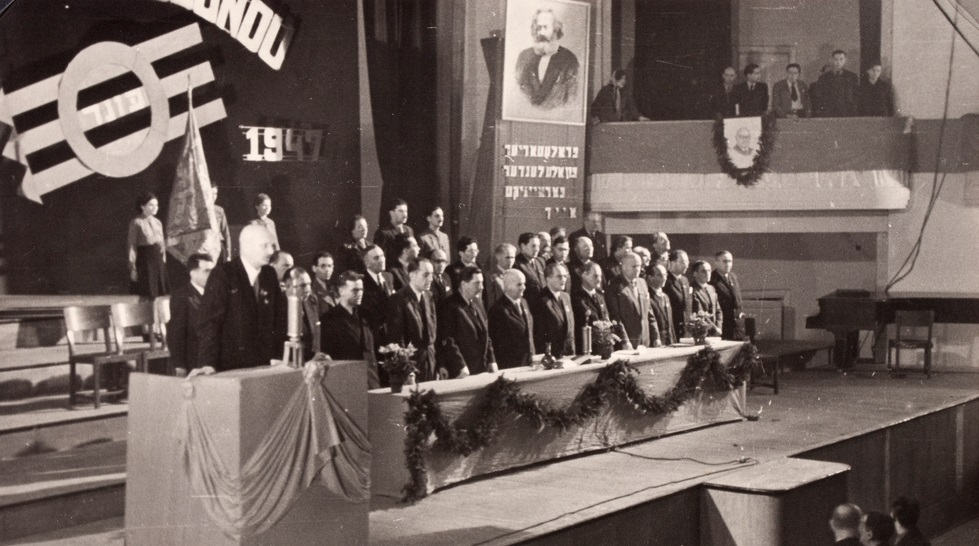
50 aniversari del Bund laborista jueu de Polònia, 15 de novembre de 1947.